# منظم ضغط الغاز
يقوم جهاز المنظم بشيئين هما  تشغيل وقود الغاز المسال حتى يتبخر  تقليل ضغط البخار إن وقود الغاز المسال يجب تحويله إلى بخار قبل استخدامه في المحرك ويجب أيضاً تقليل ضغط حتى يتمكن الكاربيتر من مزجه مع الهواء ويحتوي جهاز المنظم على غرفتين منفصلتين بواسطة جدار يتكون المنظم :
1. غرفة المبادل الحراري
2. غرفة الضغط المنخفض
3. عتلة وصمام الضغط العالي
4. مدخل وقود الغاز المسال
5. غشاء الضغط - العالي
6. بخار الغاز
7. ممر الغاز الحلزوني

## غرفة المبادل الحراري
مقسمة إلى ممرين حلزوني ممر خاص بالغاز المسال والممر الثاني خاص بمياه تبريد المحرك

## وظيفته
يدخل الغاز المسال إلى جهاز المنظم تحت ضغط عبر صمام الضغط العالي ويمر في داخل حلزوني المتبادل الحراري الذي يحوله إلى بخار بسرعة لان الغاز المسال يتبخر بسبب الحرارة المتوفرة في الممرات الجانبية لمياه تبريد حيث يمتص الحرارة من مياه التبريد من خلال الجدران لغرض تبخر الغاز وهذه الحرارة الثابتة تمنع جهاز المنظم من التجمد وتحفظ سرعة التبخر.

## غرفة الضغط المخفض
هي الغرفة الثانية لجهاز المنظم الغاز وتتصل بغرفة المبادل الحراري بممر الغاز بواسطة صمام الضغط المنخفض وهذه الصمام يبقى مغلقاً حتى يفتح بواسطة عتلته حيث إن العتلة تتحرك بواسطة الغشاء اللين الكبير وتتكون غرفة الضغط المنخفض لجهاز المنظم الغاز من : 
1. مخرج بخار الغاز إلى الكاربيتر
2. العتلة وصمام الضغط المنخفض
3. غشاء الضغط المنخفض

## طريقة عمل المنظم
عندما يكون مكبس المحرك في شوط السحب فانه يسحب البخار من خلال الكاربيتر من غرفة الضغط المنخفض بسبب انخفاض الضغط الموجود تحت الغشاء الكبير بأقل قليل من الضغط الجوي حيث إن الجانب الأخر من الغشاء متصل بالضغط الجوي ولهذا يدفع الغشاء إلى الأسفل وخلال حركته إلى أسفل تؤثر على عتلة صمام الضغط المنخفض والتي تفتح صمام الضغط المنخفض وتسمح للغاز في غرفه التبادل الحراري ليدخل إلى غرفة الضغط المنخفـض من هنا يذهب بخار الغاز إلى الكاربيتر ثم إلى الاسطوانة المحرك وعندما يغلق صمام اسحب في المحرك فان الحاجة إلى بخار الغاز تتوقف لحظات لان الضغط على جانبي الغشاء الكبير يصبح متعادل ويغلـق اللولب مرة ثانية صمام الضغط المنخفض في حين إن بعض البخار المسحوب من غرفة الـتبادل الحراري أدى إلى انخفاض الضغط في الغرفة وسمح للولب صمام الضغط العالي إن يدفع غشاء الضغط العالي إلى أسفل ليفتح صمام الضغط العالي مرة ثانية ليـنساب الغاز إلى داخل غرفة التبادل مكان تبخر مرة ثانية وبهذا يتجمع الضغط ويغلق الصمام .